# Abeancos
Abeancos (llamada oficialmente San Cosme de Abeancos) es una parroquia del municipio de Mellid, en la provincia de La Coruña, Galicia, España.

## Entidades de población
Entidades de población que forman parte de la parroquia:
- A Moreira
- Eirexe (San Cosme)
- Jardín (O Xardín)
- Lamelas (A Lamela)
- Mesón (O Mesón)
- O Real
- Ribas (Arribas)
- Romeao
- Segade
- Sobradelo
- Traspedra
- Vilela

## Demografía
| Gráfica de evolución demográfica de Abeancos entre 2000 y 2018 |
|                                                                |
| Población de derecho según el padrón municipal del INE         |